# 9 (serviço de metrô de Nova Iorque)

Serviço 9
(etiqueta em 1989-2005)

Serviço 1 (em 1989–2005: Broadway – Seventh Avenue Line Local) é um serviço fechado de trânsito rápido  do metrô de Nova Yorque. 
Foi inaugurado às 6:30 em 21 de agosto de 1989; o último trem deixou às 05:00 de 31 de maio de 2005.
Sobre os sinais de estações e de rota, e no mapa do metrô oficial deste serviço é marcado por uma etiqueta vermelha ().